# Aplectrum
Genre
Classification APG III (2009)
Aplectrum est un genre végétal de la famille des Orchidaceae. L'espèce A. hyemale est trouvée en Amérique du Nord (Canada, États-Unis)

## Liste d'espèces
Selon World Checklist of Selected Plant Families (WCSP) (15 août 2011), NCBI (15 août 2011) et  ITIS (15 août 2011) :
- Aplectrum hyemale (Muhl. ex Willd.) Nutt. (1818)